# 班洛克鄉

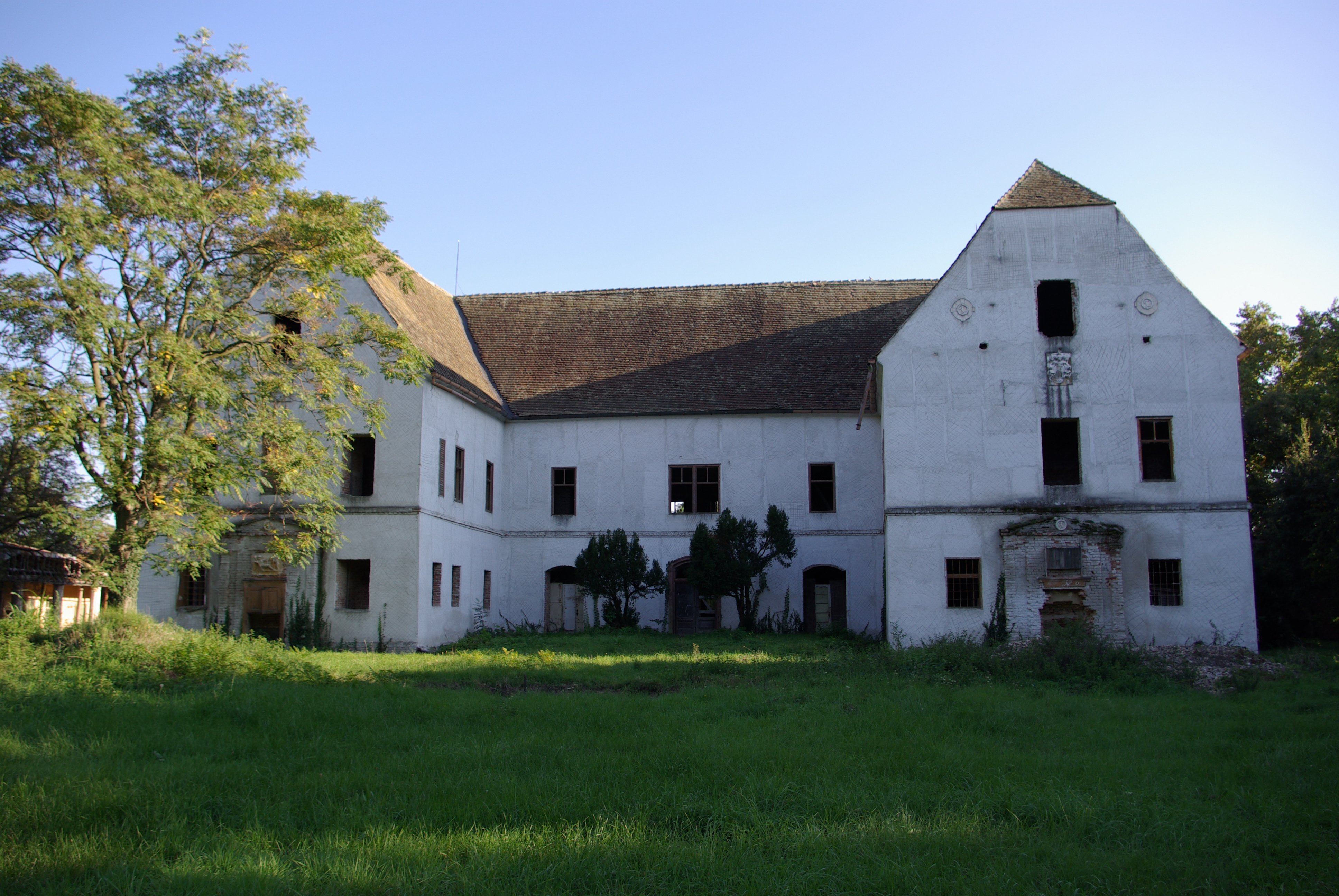

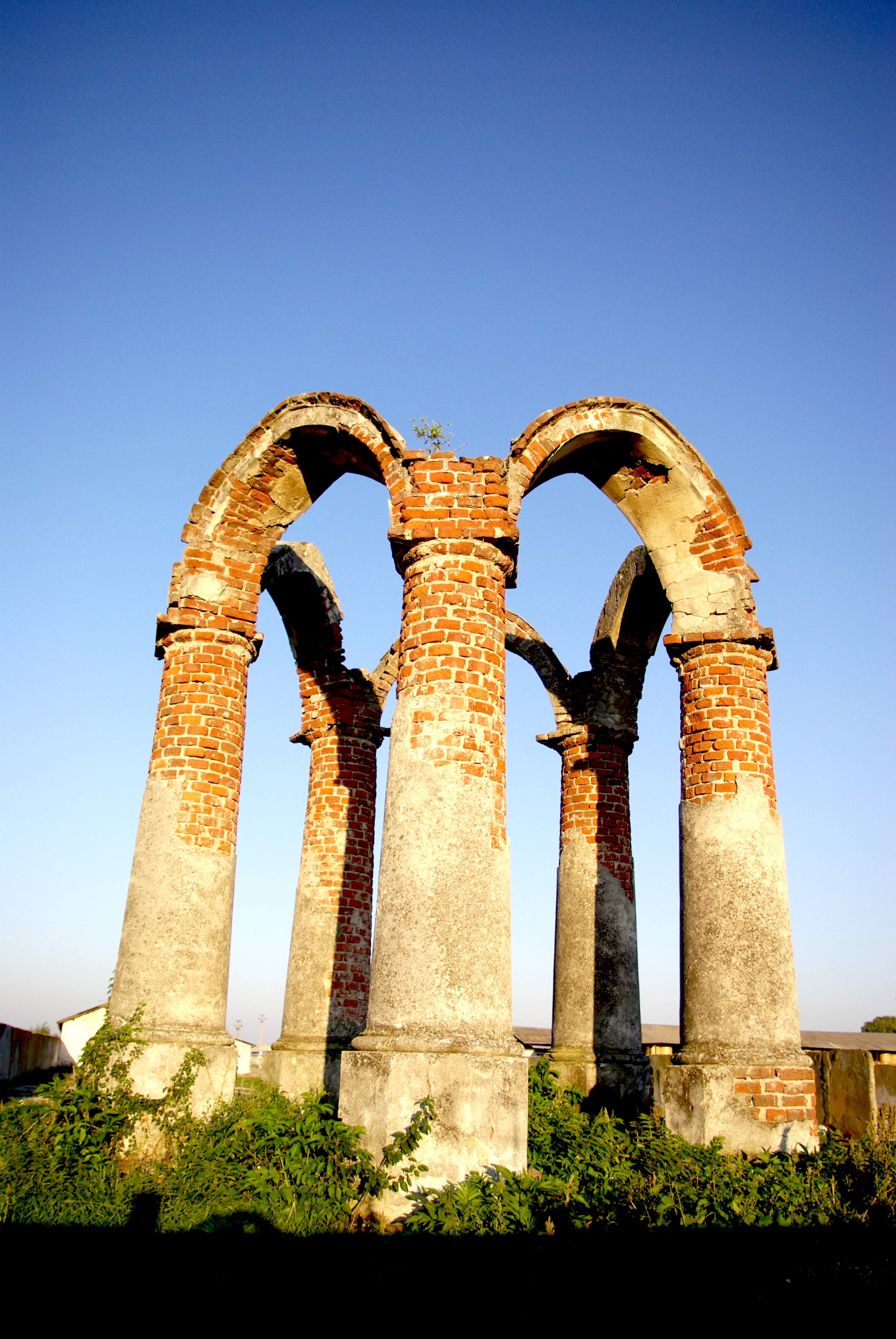

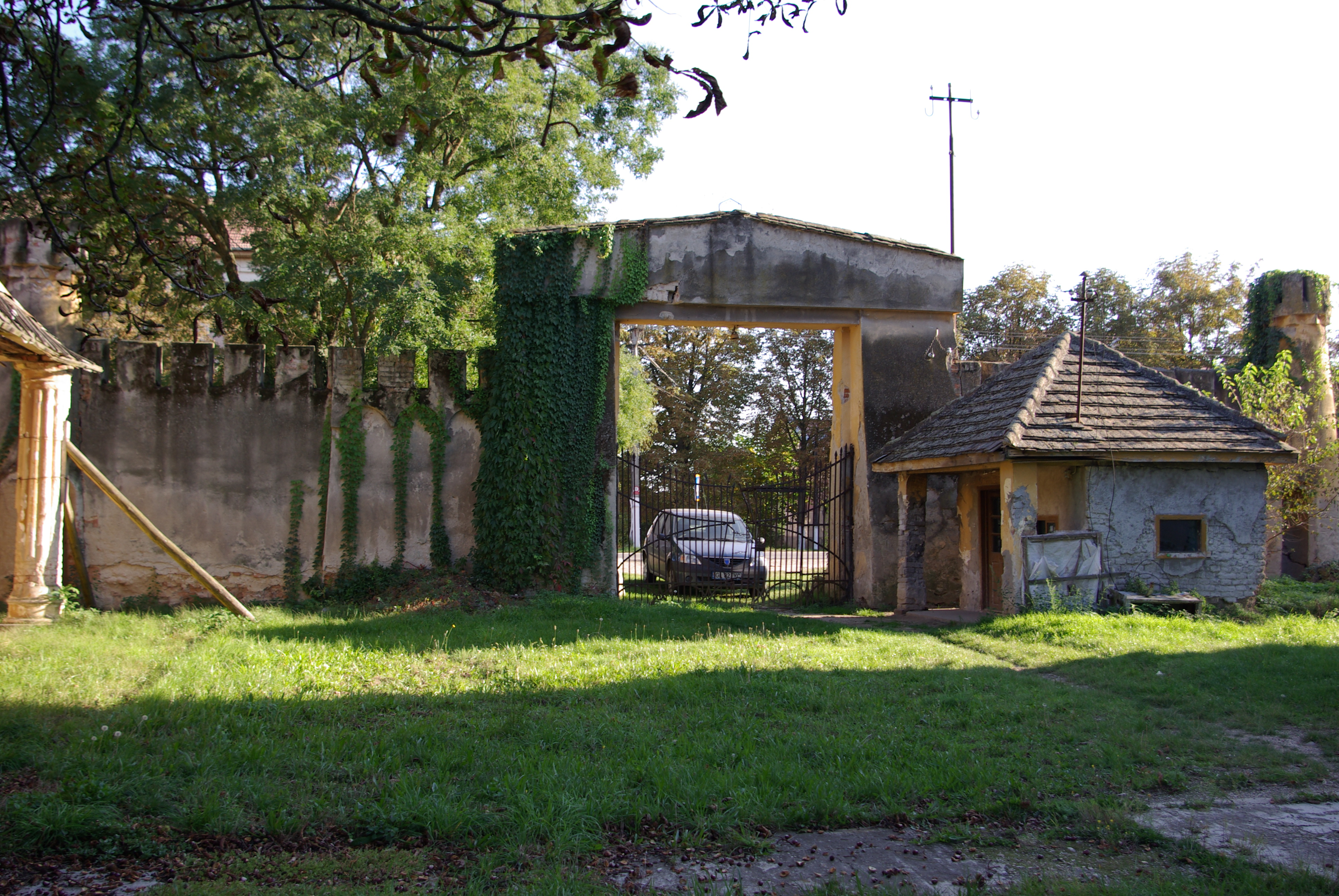

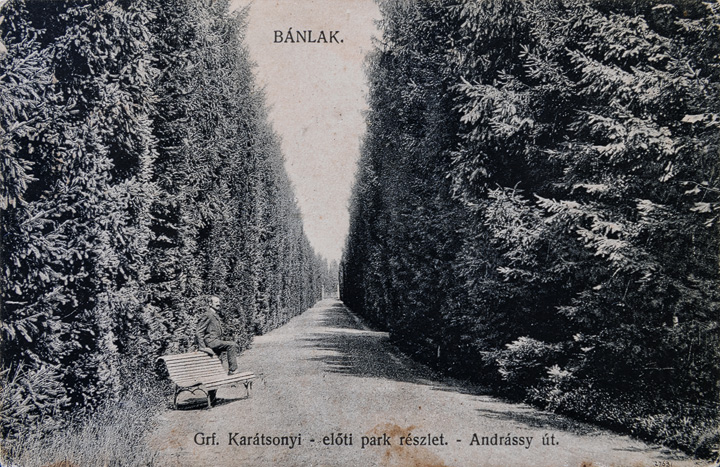

45°23′N 21°08′E / 45.383°N 21.133°E
班洛克鄉（羅馬尼亞語：Comuna Banloc, Timiș），是羅馬尼亞的一个鄉份，位於該國西部，由蒂米什縣負責管轄，面積179平方公里，海拔高度85米，2002年人口2,805，人口密度每平方公里16人。